# Błędny ognik (film 1963)
Błędny ognik (fr. Le feu follet) – francuski dramat psychologiczny z 1963 roku w reżyserii Louisa Malle’a, zrealizowany na podstawie powieści autorstwa Pierre’a Drieu la Rochelle’a. Zdjęcia kręcono w Paryżu i Wersalu.

## Fabuła
Bohaterem filmu jest Alain Renoy (Maurice Ronet), pogrążony w depresji i alkoholizmie mężczyzna, który ze względu na swoje osamotnienie konsekwentnie dąży ku samodestrukcji, wyznaczając sobie datę popełnienia samobójstwa.

## Recepcja
Błędny ognik podzielił krytyków. Andrew Sarris z pisma „The Village Voice” zarzucił dziełu Malle’a, że pozostaje ono „bardzo trywialnym filmem bardzo aroganckiego reżysera”. Sarris zauważył, że „bohater Malle’a, grany z genialną rozpaczą przez Maurice’a Roneta, nie wznosi się ponad jego otoczenie, nawet wtedy, gdy oszukuje się go dodatkowymi motywacjami”.
Z drugiej strony, Roger Ebert w recenzji dla „Chicago Sun-Times” zwrócił uwagę, iż film Malle’a jest „triumfem stylu. Cichym i do tego wymownym”. Błędny ognik otrzymał Nagrodę Specjalną Jury na 24. MFF w Wenecji.